# Georg Friedrich Haas
 (janvier 2023).
Si vous disposez d'ouvrages ou d'articles de référence ou si vous connaissez des sites web de qualité traitant du thème abordé ici, merci de compléter l'article en donnant les références utiles à sa vérifiabilité et en les liant à la section « Notes et références ».
Pour les articles homonymes, voir Georg Haas (homonymie) et Haas.
Georg Friedrich Haas est un compositeur autrichien né le 16 août 1953 à Graz (Autriche). Il a enseigné à la Musikhochschule de Graz, puis (2005-2013) à la Musikhochschule de Bale et successivement à la Columbia University de New York. C'est l’un des compositeurs autrichiens les plus importants de sa génération.

## Biographie
Georg Friedrich Haas étudie la composition avec Gösta Neuwirth, le piano avec Doris Wolf et l’enseignement musical à l’université de Graz. Il poursuit ses études auprès de Friedrich Cerha au conservatoire de Vienne. Enfin, il participe à plusieurs reprises aux cours d’été de Darmstadt ainsi qu’au stage de composition et d’informatique musicale de l’Ircam à Paris.
Fondée sur l’intégration du spectre harmonique ainsi que sur la dialectique entre les parties individuelles et le son global qui en résulte, la musique de Georg Friedrich Haas a toujours induit l’expérimentation sonore. Réalisant les limites des possibiltés acoustiques et harmoniques de la gamme tempérée, le compositeur s’intéresse à la microtonalité. Il est aussi très attaché à l’indistinct, comme en témoignent ses pièces à exécuter dans l’obscurité totale. Son intérêt pour le lyrique s’est exprimé dans son opéra Melancholia, sur un texte de Jon Fosse (Paris, 2008).
Depuis 1978, Georg Friedrich Haas a enseigné le contrepoint, les techniques de composition, l’analyse et l’introduction à la musique microtonale à la Musikhochschule de Graz ; en 2003 il a été nommé professeur de faculté. 
Par suite d'une votation organisée par la revue italienne Classic Voice, sa composition in vain (2000) a été choisie comme l'œuvre la plus remarquable depuis l'an 2000 dans la musique d'art ; Haas a été considéré le compositeur vivant le plus significatif. 
Entre 2005 et 2013, il a enseigné à la Hochschule für Musik der Musik-Akademie der Stadt Basel; depuis septembre 2013, il enseigne à la Columbia University de New York. Il a publié des articles sur les œuvres de Luigi Nono, Ivan Wyschnegradsky, Alois Hába et Pierre Boulez.

## Œuvres
- 1980 :  Adolf Wölfli. Opéra de chambre
- 1994 :  Einklang freier Wesen. Ensemble de dix instruments
- 1994 :  Nacht Schatten.
- 1996 :  Nacht. Opéra de chambre en 24 scènes,
- 1997 :  Quatuor à cordes no 1.
- 1998 :  Monodie.  Ensemble de dix-huit instruments
- 1998 :  Violinkonzert. Pour orchestre[2]
- 1999 :  Wer, wenn ich schreie, hörte mich. Pour percussion et ensemble
- 2000 :  Solo für Viola d’amore
- 2000 :  In Vain. Ensemble de vingt-quatre instruments[3]
- 2000 :  Lied. Pour ténor et deux percussionnistes
- 2001 :  Sextuor tria ex uno.  Pour flûte, clarinette, percussion, piano, violon et violoncelle
- 2003 :  Natures mortes. Pour orchestre
- 2003 :  Die schöne Wunde. Opéra de chambre
- 2004 :  Opus 68. Pour orchestre d'après la Sonate pour piano  no 9 d'Alexandre Scriabine
- 2004 :  Concert pour violoncelle et orchestre
- 2005 :  Haiku. Pour baryton et dix instruments
- 2005 :  Ritual, für zwölf große Trommeln und drei Blaskapellen
- 2005 :  Sieben Klangräume
- 2006 :  Hyperion. Konzert für Lichtstimme und Orchester
- 2007 :  Bruchstück. Pour orchestre
- 2007 :  Concert pour piano et orchestre
- 2007 :  Quatuor à cordes no 2
- 2008 :  Melancholia. Opéra en trois parties. Commande de l’Opéra de Paris, création mondiale
- 2010 :  Limited approximations. Pour six pianos accordés en micro-tons et orchestre.
- 2021 :  poème symphonique concertant, pour violon, contraforte et orchestre

## Écrits
- ""Arc-en-ciel" op.37: Ivan Wyschnegradskys behutsame Annäherung an das Zwölftonintervall", dans Horst-Peter Hesse (dir.), Mikrotöne IV. Kongressbericht über das 4. internationale Symposium "Mikrotonforschung, Musik mit Mikrotönen, ekmelische Musik", Salisbourg, 2–5 mai 1991, Munich, Nymphenburg, coll. "Grundfragen der mikrotonalen Musik", 1993, p. 79-82
- "Die Verwirklichung einer Utopie: Ultrachromatik und nicht-oktavierende Tonräume in Ivan Wyschnegradskys mikrotonalen Kompositionen", dans Claus Ganter (dir.), Harmonik im 20. Jahrhundert, Vienne, WUV, 1993, p. 87-100
- "Die Abbildung akustischer Phänomene als Material der kompositorischen Gestaltung", Ton, no 4, 1996 – no 1, 1997, p. 24-27
- "Jenseits der zwölf Halbtöne", Salzburger Festspiele 1999, Salisbourg, 1999, p. 17-23
- "Mikrotonalitäten als Kompositionselement", Österreichische Musikzeitschrift, no 54/6, 1999, p. 9-15[4]
- "Fünf Thesen zur Mikrotonalität", Positionen: Beiträge zur neuen Musik, no 48, 2001, p. 42-44
- ""Der eigenen Fantasie mehr Raum geben"", Österreichische Musikzeitschrift, no 58/10, 2003, p. 20-25[5]

## Honneurs
- 2002: Prix de la ville de Vienne pour la musique.